# Honda RA271
Honda RA271  — первый гоночный автомобиль «Формулы-1» команды «Хонда», принимавший участие в трёх гонках чемпионата мира «Формулы-1» 1964 года.

## История

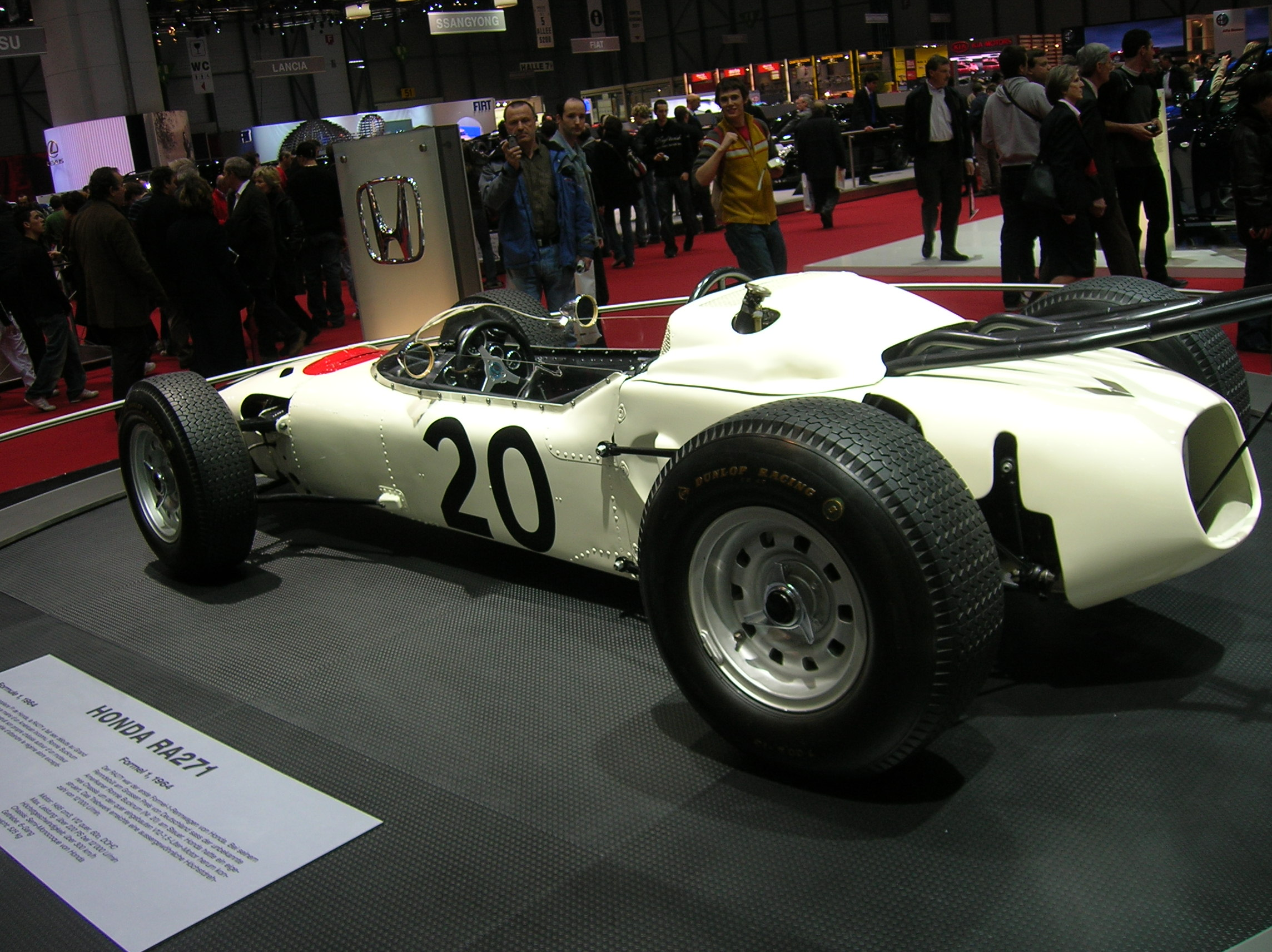
Honda RA271 на Женевском автосалоне в 2006 году

После многочисленных побед в соревнованиях по мотогонкам глава Honda Motor Соитиро Хонда решил использовать свои двигатели в гонках «Формулы-1». Но команда «Лотус» отказалась от них из-за особенности конструкции: мотор был расположен поперёк шасси и не подходил для монокока Lotus 33. Уязвлённый этим отказом, Хонда решил построить шасси собственной конструкции. Причём дебютировать оно должно было непременно в сезоне 1964 года.
За основу было взято шасси Cooper-Climax, купленное в Англии и разобранное японцами до винтика. В ходе разработки проявилась проблема с установкой двигателя. Для её решения Ёсио Накамура прикрепил к монококу трубчатый каркас, к которому крепился мотор. Поперечное расположение двигателя позволило не только укоротить базу автомобиля, но и улучшило развесовку шасси.
Пилотом команды стал американец Ронни Бакнем, не имевший опыта выступлений в Европе. Дебютировать ему пришлось на сложнейшей трассе Нюрбургринг. Неплохо стартовав, Бакнем угодил в аварию и сошёл. Две другие гонки в 1964 году тоже закончились сходами из-за поломок. Эти три гонки были последними для Honda RA271.

## Результаты в гонках
| Год  | Команда       | Двигатель         | Шины | Пилоты | 1   | 2   | 3   | 4   | 5   | 6    | 7   | 8    | 9    | 10  | Место | Очки |
| ---- | ------------- | ----------------- | ---- | ------ | --- | --- | --- | --- | --- | ---- | --- | ---- | ---- | --- | ----- | ---- |
| 1964 | Honda R&D Co. | Honda RA271E, V12 | D    |        | МОН | НИД | БЕЛ | ФРА | ВЕЛ | ГЕР  | АВТ | ИТА  | США  | МЕК | НКЛ   | 0    |
| 1964 | Honda R&D Co. | Honda RA271E, V12 | D    | Бакнем |     |     |     |     |     | Сход |     | Сход | Сход |     | НКЛ   | 0    |

| Легенда к таблице |                                                                    |
| --- | ------------------------------------------------------------------ |
| В таблице перечислены результаты всех Гран-при Формулы-1, в которых использовался автомобиль. Строками таблицы являются сезоны, столбцами — этапы чемпионата мира. В каждой клетке указаны сокращённое название этапа и результат, дополнительно обозначенный цветом. Расшифровка обозначений и цветов представлена в нижеследующей таблице. |                                                                    |
| \| Пример \| Описание \| \| ------------ \| ------------------------------------------------------------------ \| \| 1 \| Победитель \| \| 2 \| Второе место \| \| 3 \| Третье место \| \| 5 \| Финишировал, заработав очки \| \| Сход \| Не финишировал, но при этом заработал очки \| \| 12 \| Финишировал, не получив очков \| \| НКЛ \| Финишировал, но не попал в финальную классификацию \| \| 15 \| Участвовал вне зачёта, либо по отдельной классификации \| \| 18 \| Не финишировал, но попал в финальную классификацию \| \| Сход \| Не финишировал \| \| НКВ \| Не прошёл квалификацию \| \| НПКВ \| Не прошёл предквалификацию \| \| ДСК \| Дисквалифицирован \| \| ИСК \| Исключён из протокола соревнований \| \| ТТ \| Заявлен для участия только в тренировках \| \| НС \| Участвовал в квалификации, но не стартовал в гонке \| \| Т \| Травмирован или болен \| \| ОТК \| Отказ от участия \| \| НТР \| Прибыл на соревнования, но на трассу не выезжал \| \| НПР \| Был заявлен в числе участников, но не прибыл к началу соревнований \| \| О \| Соревнования отменены \| \| \| Не участвовал \| \| Поул-позиция \| \| \| Быстрый круг \| \| |                                                                    |
| Пример | Описание                                                           |
| 1 | Победитель                                                         |
| 2 | Второе место                                                       |
| 3 | Третье место                                                       |
| 5 | Финишировал, заработав очки                                        |
| Сход | Не финишировал, но при этом заработал очки                         |
| 12 | Финишировал, не получив очков                                      |
| НКЛ | Финишировал, но не попал в финальную классификацию                 |
| 15 | Участвовал вне зачёта, либо по отдельной классификации             |
| 18 | Не финишировал, но попал в финальную классификацию                 |
| Сход | Не финишировал                                                     |
| НКВ | Не прошёл квалификацию                                             |
| НПКВ | Не прошёл предквалификацию                                         |
| ДСК | Дисквалифицирован                                                  |
| ИСК | Исключён из протокола соревнований                                 |
| ТТ | Заявлен для участия только в тренировках                           |
| НС | Участвовал в квалификации, но не стартовал в гонке                 |
| Т | Травмирован или болен                                              |
| ОТК | Отказ от участия                                                   |
| НТР | Прибыл на соревнования, но на трассу не выезжал                    |
| НПР | Был заявлен в числе участников, но не прибыл к началу соревнований |
| О | Соревнования отменены                                              |
| | Не участвовал                                                      |
| Поул-позиция |                                                                    |
| Быстрый круг |                                                                    |